# Deborah Goldsmith

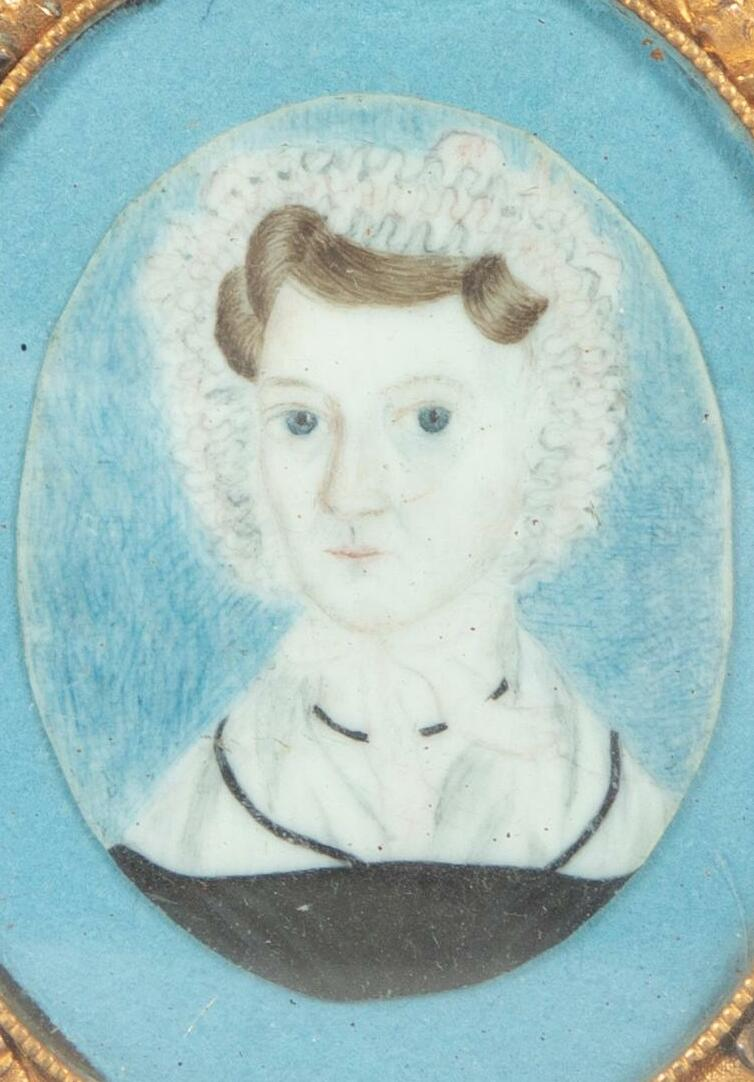
Selbstporträt

Deborah Goldsmith (* 14. August 1808 in Brookfield, New York; 16. März 1836 ebenda) war eine frühe US-amerikanische reisende Folk-Art-Künstlerin. Sie signierte ihre Werke mit „D. Goldsmith“.

## Leben
Deborah Goldsmith wurde 1808 als jüngstes von vielen Kindern von Richard und Ruth Minor Goldsmith in Brookfield, New York geboren. Sei musste ihre alternden Eltern unterstützen. Sie wuchs in Hamilton, im Haus ihrer Schwester und ihres Schwagers, der Silberschmied war, auf und heiratete am 27. Dezember 1832 George Addison Throop (1810–1849). Bei der Familie Throop wohnte sie im Jahr 1831 und der Sohn der Familie, George Addison Throop, machte ihr einen Heiratsantrag. Sie heirateten ein Jahr später, obwohl sie ihn warnte, dass sie einige falsche Zähne hatte und zwei Jahre älter war. Nach der Hochzeit hörte Goldsmith Throop mit der Malerei auf. Sie hatten zwei Kinder, Cordelia wurde am 17. November 1833 und James Addison am 7. Dezember 1835 geboren. Deborah Goldsmith Throop starb am 15. März 1836 und wurde auf dem Cole Hill Cemetery außerhalb von Hubbardsville, New York begraben. Ihr Mann George Throop starb am 17. September 1849. Sie ließ ihren Arbeitstisch und einen Blechfarbkasten zurück.

## Werk

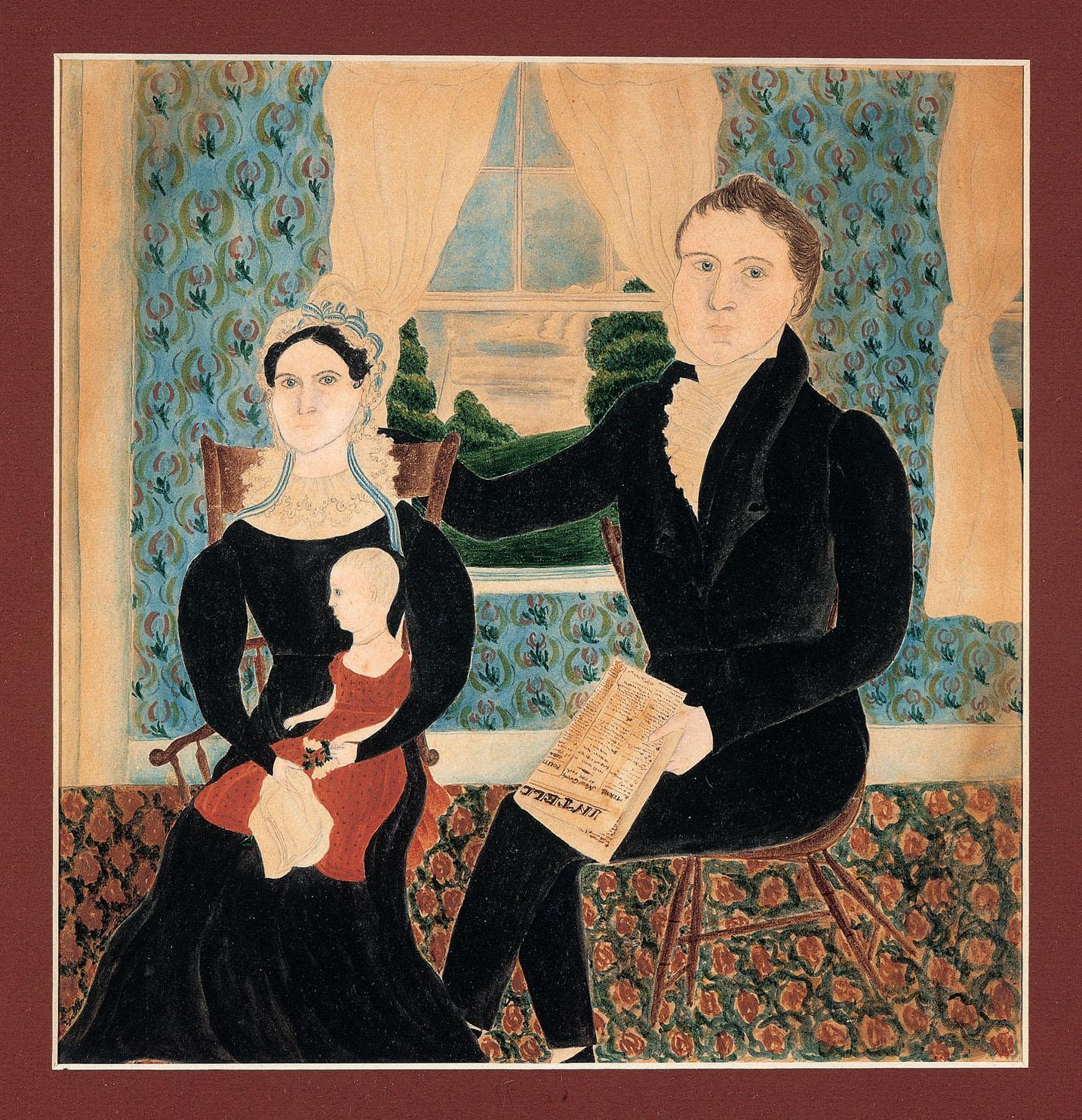
Mr. & Mrs. Lyman Day und ihre Tochter Cornelia

Deborah Goldsmith hatte keine formale künstlerische Ausbildung und fing offenbar früh an zu malen. Sie wurde eine reisende Malerin, um ihre Familie zu unterstützen und wohnte bei Familien, bis ihre Arbeit abgeschlossen war. Ihr frühestes bekanntes Gemälde ist ein Aquarellporträt, welches Mr. & Mrs. Lyman Day und ihre Tochter Cornelia zeigt. Goldsmith erschuf Aquarelle auf Papier und auch Ölgemälde, zudem zwei Bücher die gefüllt sind mit dekorativen Bildern, sowie Gedichten und anderen Schriften.
Ein Porträt von Permilia Forbes Sweet von Goldsmith aus dem Jahr 1832 befindet sich in der Sammlung des Fenimore Art Museums, ihr Porträt von Mr. und Mrs. Lyman Day und ihrer Tochter Cornelia, datiert ca. 1823–1824, befindet sich in der Sammlung des American Folk Art Museum. Ihre beiden Bücher gingen in die Familie über, wurden aber von den Archives of American Art der Smithsonian Institution auf Mikrofilm übertragen.